# Skylab B

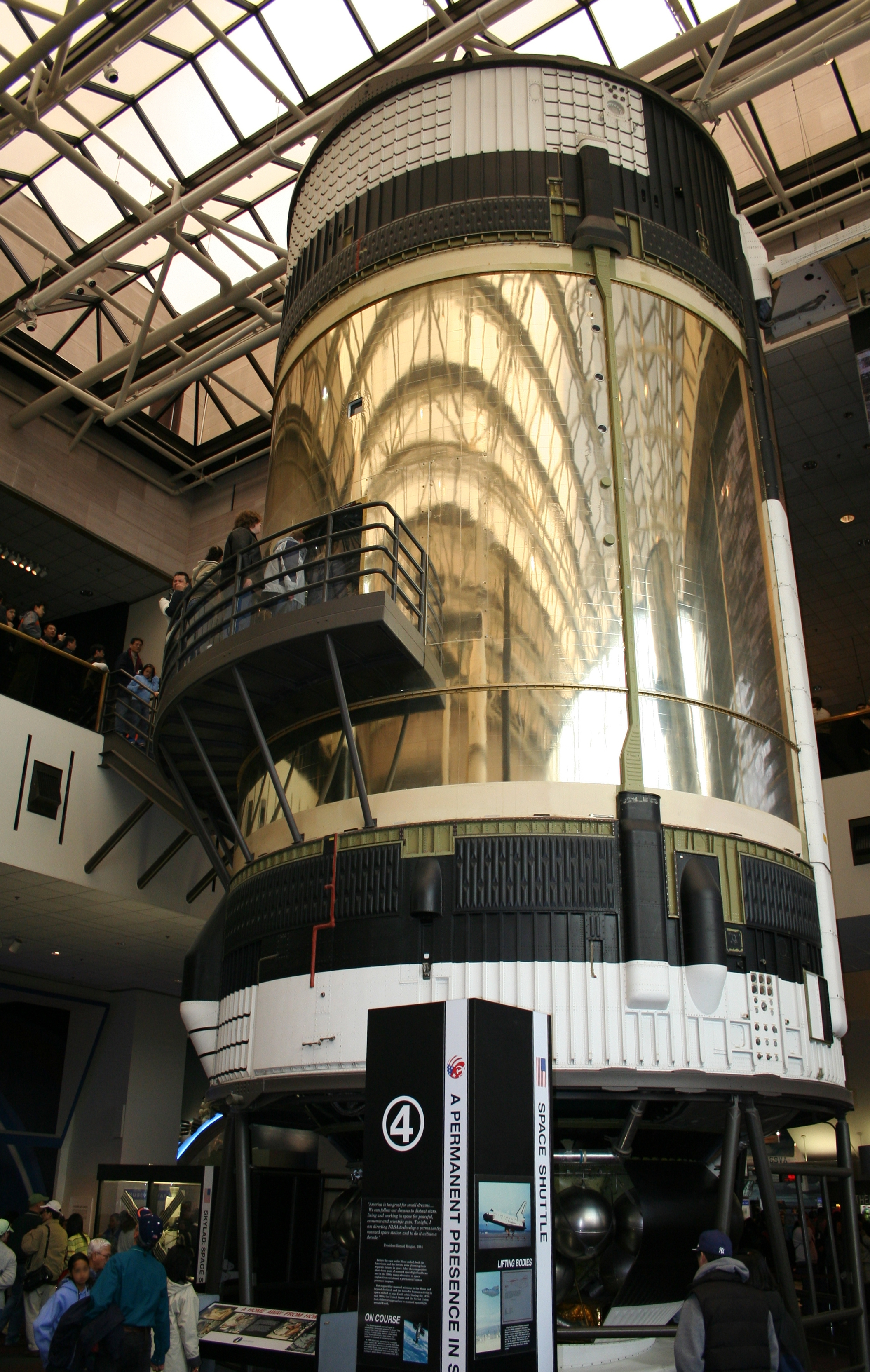
Skylab B im National Air and Space Museum in Washington, D.C.

Skylab B war ein Konzept für eine zweite US-Raumstation nach dem gleichen Grundprinzip wie Skylab. Es war von der NASA für verschiedene Zwecke geplant, hauptsächlich für das Apollo-Sojus-Test-Projekt (ASTP), wurde jedoch aufgrund von Finanzierungsproblemen aufgegeben. McDonnell Douglas baute 1970 zwei Skylabs für das Skylab-Programm, ursprünglich das Apollo Application Program. Das erste wurde 1973 in den Weltraum befördert. Das zweite wurde eingelagert und als Skylab B bezeichnet.

## Pläne
Viele Pläne für Skylab B beinhalteten, die Station in einen Zustand zu versetzen, in dem eine künstliche Gravitation geschaffen wurde. Es gab ebenfalls Überlegungen zum 200-jährigen Bestehen der USA im Jahr 1976 zwei sowjetische Sojus-Missionen zum Ersatz-Skylab zu starten.
Als das ASTP 1972 initiiert wurde, wollte die NASA Skylab B im Jahr 1975 während der ASTP-Mission starten. Geplant war ein Dockingmanöver zwischen dem Apollo- und dem Sojus-Raumschiff sowie das Ausführen zuvor geplanter Operationen. Anschließend sollte Skylab B angeflogen werden, welches während der Diskussion um ASTP „International Skylab“ genannt wurde. Dort sollte die Mission um 56 bis 90 Tage verlängert werden.
Für die Zukunft gab es Pläne die Station ab 1981 durch das Space Shuttle erweitern zu lassen, nachdem das erste Skylab 1979 wieder in die Erdatmosphäre eintreten würde. Zu dieser Zeit, als diese Idee diskutiert wurde, besaß die NASA noch immer zwei Saturn-V-Raketen, drei Saturn-1B-Raketen, Skylab B, drei Apollo-Raumschiffe und zwei Apollo-Mondlandefähren im Lager.
Nachdem Skylab im Mai 1973 gestartet wurde, verwarf man den Plan für Skylab B. Beim ASTP musste deshalb das Dockingmodul für Experimente verwendet werden. Nachdem das Apollo-Programm endete und die NASA begann das Space Shuttle zu entwickeln, wurden die überschüssigen Teile von Apollo im Dezember 1976 an Museen gespendet. Hätte man Skylab B wie vorgesehen gestartet, wäre dies die zweite eigene Raumstation gewesen, die von den USA gebaut wurde.
Skylab B kann nun im National Air and Space Museum in Washington, D.C. besichtigt werden.